# Theme Hospital
Theme Hospital és un videojoc de simulació creat per Bullfrog en 1997 per a PC. El seu títol entronca amb un joc previ de gran èxit, Theme Park, i amb l'hospital on es desenvolupa el joc. El jugador ha de construir les consultes, serveis i contractar personal perquè atengui onades de pacients amb malalties imaginàries (amb un humor irònic i gràfics de dibuixos animats), com ara tenir el cap inflat o la llengua caiguda de tant parlar. Es tracta de guarir un cert nombre de pacients per nivell per assolir la xifra desitjada de beneficis i fer créixer l'hospital. Per això cal dissenyar bé els recorreguts potencials de cada pacient, per minimitzar el temps d'espera, oferir serveis adequats perquè no marxin (inclosos lavabos o begudes) i fer front a epidèmies periòdiques que compliquen el joc amb temps límit. També es pot col·locar directament un membre del personal en el lloc necessari per dur a terme la seva tasca arrossegant-lo d'un lloc a un altre de la pantalla, per tal d'estalviar recursos.